# Llista de competicions de basquetbol
Llista de les principals competicions de basquetbol actuals i desaparegudes d'arreu del món.

## Entre continents
- M FIBA - Campionat del Món de bàsquet masculí
- F FIBA - Campionat del Món de bàsquet femení
- M FIBA - Torneig de les Amèriques masculí
- F FIBA - Torneig de les Amèriques femení

### Competicions desaparegudes
- M FIBA - Mundial de Clubs de bàsquet
- M FIBA/NBA - Open McDonald's

## Europa

### Competicions internacionals
- M FIBA - Campionat d'Europa de bàsquet masculí
- F FIBA - Campionat d'Europa de bàsquet femení
- M ULEB - Eurolliga de bàsquet
- M ULEB - Copa ULEB
- M FIBA - FIBA EuroCup
- M FIBA - FIBA EuroCup Challenge
- M FIBA - Basketball Champions League
- F FIBA - Eurolliga de bàsquet femenina
- F FIBA - FIBA EuroCup femenina
- M ABA - Lliga Adriàtica de bàsquet
- M BBL - Lliga Bàltica de bàsquet
- M VTB - VTB United League

### Competicions nacionals
- M Catalunya: FCB - Lliga Nacional Catalana ACB
- M Catalunya: FCB - Lliga Catalana de Bàsquet LEB
- M Catalunya: FCB - Lliga Catalana de Bàsquet EBA
- F Catalunya: FCB - Lliga Catalana de Bàsquet femenina
- F Catalunya: FCB - Lliga Catalana de Bàsquet femenina 2
- M Portugal: LCB - Liga de Clubes de Basquetebol
- M Espanya: ACB - Lliga ACB
- M Espanya: FEB - Lliga LEB
- F Espanya: FEB - Lliga espanyola de bàsquet femenina
- M Espanya: ACB - Copa espanyola de bàsquet masculina
- F Espanya: FEB - Copa espanyola de bàsquet femenina
- F Espanya: FEB - Copa Príncep d'Astúries de basquetbol
- M França: LNB - Ligue Nationale de Basketball
- M Itàlia: LEGA - LEGA Basket A
- M Croàcia: HKS - A1 Liga
- M Croàcia: HKS - Kup Krešimira Cosica
- M Bòsnia i Hercegovina: BH Liga
- M Sèrbia i Montenegro: YUBA - YUBA Liga
- M Sèrbia i Montenegro: YUBA - YUBA Kup
- M Grècia: HEBA - A1 Ethniki
- M Turquia: TBL - Türkiye 1. Basketbol Ligi
- M Israel: IBA - Ligat Ha'al
- M Regne Unit: BBL - British Basketball League
- M Bèlgica: BLB - Lliga belga de bàsquet
- M Països Baixos: FEB - Federatie Eredivisie Basketballclubs
- M Alemanya: BBL - Basketball Bundesliga
- M Suïssa: LNBA - Ligue Nationale de Basket
- M Àustria: ÖBL - Österreichische Basketball Bundesliga
- M Polònia: PLK - Polska Liga Koszykówki
- M Lituània: LKL - Lietuvos Krepšinio Lyga
- M Ucraïna: UBF - Superlliga Ucraïnesa de Bàsquet
- M Rússia: RBF - Superlliga Russa de Bàsquet
- M Noruega: BLNO - Lliga noruega de bàsquet

### Competicions desaparegudes
- M FIBA - Recopa d'Europa de bàsquet
- M FIBA - Copa Korac
- F FIBA - Copa Ronchetti
- M Catalunya: FCB - Campionat de Catalunya de bàsquet masculí
- F Catalunya: FCB - Campionat de Catalunya de bàsquet femení
- M Espanya: FEB - Lliga espanyola de bàsquet
- M Iugoslàvia: Lliga iugoslava de bàsquet
- M Iugoslàvia: Copa iugoslava de bàsquet
- M Txecoslovàquia: Lliga txecoslovaca de bàsquet
- M Unió Soviètica: Lliga de bàsquet de l'URSS

## Nord-amèrica

### Competicions internacionals
- M FIBA - Campionat centre-americà de bàsquet masculí
- F FIBA - Campionat centre-americà de bàsquet femení

### Competicions nacionals
- M Estats Units: NBA - National Basketball Association
- M Estats Units: ABA - American Basketball Association II
- M Estats Units: NCAA - Campionat de bàsquet de la NCAA
- M Estats Units: CBA - Continental Basketball Association
- M Estats Units: IBL - International Basketball League
- M Estats Units: USBL - United States Basketball League
- M Estats Units: WBA - World Basketball Association
- M Estats Units: NBA - NBA Development League
- F Estats Units: NWBL - National Women's Basketball League
- F Estats Units: WNBA - Women's National Basketball Association
- M Mèxic: LNBP - Liga Nacional de Baloncesto Profesional
- M Puerto Rico: BSN - Baloncesto Superior Nacional
- M Costa Rica: LSB - Liga Superior de Baloncesto

### Competicions desaparegudes
- M Estats Units: AAU - Amateur Athletic Association Basketball (1897-1982)
- M Estats Units: ABA - American Basketball Association I (1967-1976)
- M Estats Units: ABL - American Basketball League I (1925-1955)
- M Estats Units: ABL - American Basketball League II (1961-1963)
- M Canadà: NBL - National Basketball League
- M Estats Units: NBL - National Basketball League (1937-1949)
- M Estats Units: WBL - World Basketball League (1988-1992)
- M Estats Units: WPBT - World Professional Basketball Tournament (1939-1948)
- F Estats Units: ABL - American Basketball League III (1996-1998)
- F Estats Units: LBA - Liberty Basketball Association
- F Estats Units: WBL - Women's Pro Basketball League (1978-1981)

## Sud-amèrica

### Competicions internacionals
- M FIBA - Campionat sud-americà de bàsquet masculí
- F FIBA - Campionat sud-americà de bàsquet femení
- M CSB - Campionat sud-americà de clubs de bàsquet
- M CSB - Lliga sud-americana de bàsquet

### Competicions nacionals
- M Veneçuela: LPB - Liga Profesional de Baloncesto
- M Brasil: CBB - Campeonato Brasileiro de Basquete
- M Paraguai: LBM - Liga de Baloncesto Metropolitana
- M Uruguai: LUB - Liga Uruguaya de Basketball
- M Argentina: LNB - Liga Nacional de Básquetbol
- M Xile: DMB - División Mayor del Básquetbol

## Àsia
- M FIBA - Campionat d'Àsia de bàsquet masculí
- F FIBA - Campionat d'Àsia de bàsquet femení
- M Xina: CBA - Chinese Basketball Association
- M Corea del Sud: KBL - Korean Basketball League
- M Filipines: PBA - Philippine Basketball Association
- M Taiwan: SBL - Super Basketball League

## Àfrica
- M FIBA - Campionat d'Àfrica de bàsquet masculí
- F FIBA - Campionat d'Àfrica de bàsquet femení

## Oceania
- M FIBA - Campionat d'Oceania de bàsquet masculí
- F FIBA - Campionat d'Oceania de bàsquet femení
- M Austràlia: NBL - National Basketball League
- F Austràlia: WNBL - Women's National Basketball League
- M Nova Zelanda: NBL - National Basketball League

M competicions masculines

F competicions femenines